# Hermann Georg Bünekau
Hermann Georg Bünekau (* 2. Mai 1729 in Lübeck; † 2. März 1805 ebenda) war ein deutscher Rechtshistoriker und Bürgermeister der Hansestadt Lübeck.

## Leben

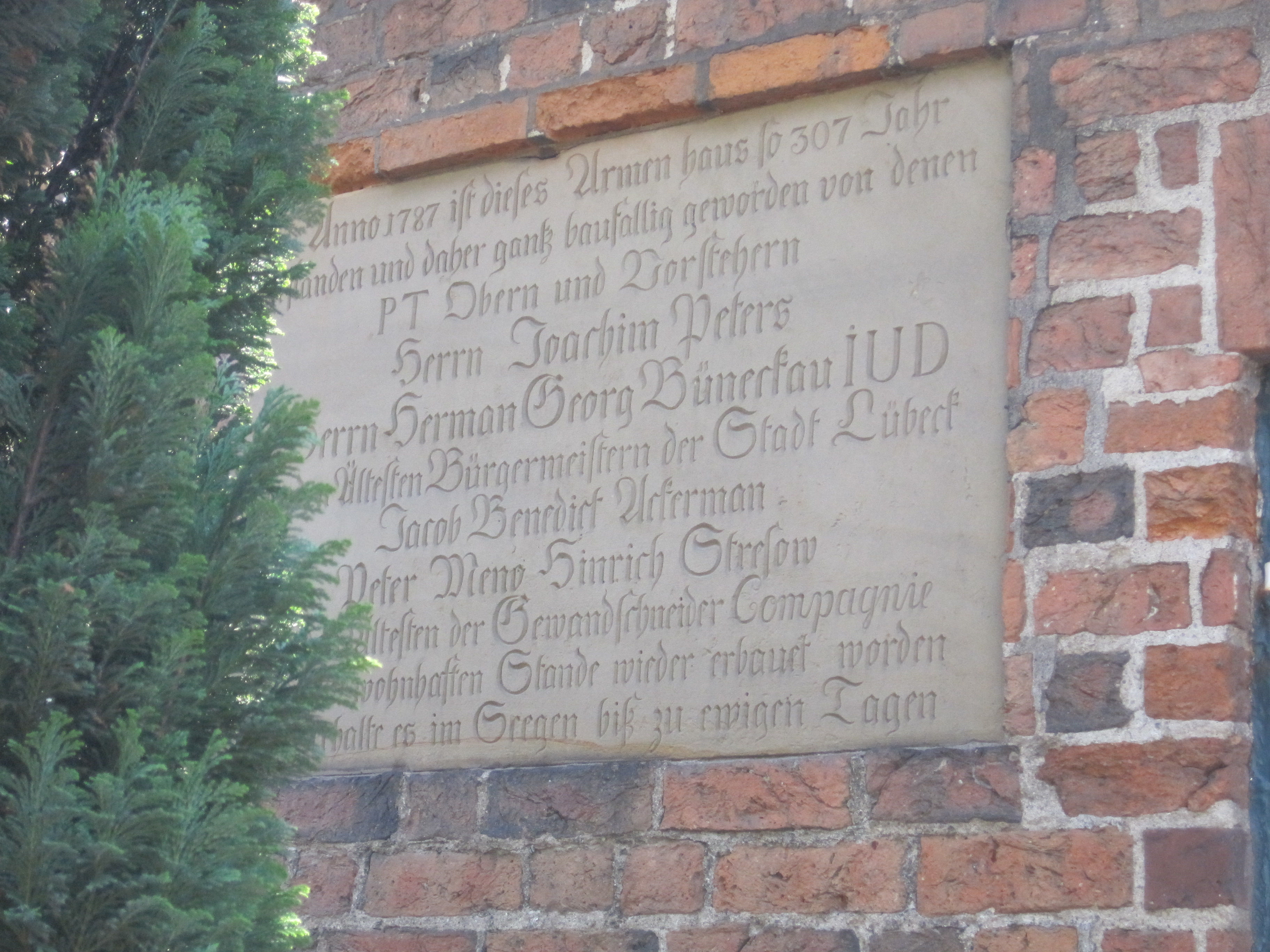
Erinnerungstafel zur Erneuerung des Siechenhauses in Klein Grönau (1787)

Bünekau war vermutlich ein Sohn des Diaconus (Prediger) an der Ägidienkirche Hermann Bünekau († 1751). Er studierte Rechtswissenschaften an der Universität Göttingen; 1749 hielt er hier seine erste Disputation unter dem Vorsitz von Christian Friedrich Georg Meister und wurde 1752 zum Dr. jur. promoviert. Er wurde 1761 in den Lübecker Rat gewählt und 1778 zum Bürgermeister bestimmt. Zu seiner Amtseinführung widmete ihm Johann Georg Gesner den zweiten Teil seines Katalogs seltener Bücher der Stadtbibliothek (Lübeck). In seine langjährige Amtszeit als Bürgermeister fiel die Besetzung Lübecks durch die dänischen Truppen im April und Mai 1801, die er nicht zu verhindern vermochte.
1796 musste er als Bürgermeister mit Hilfe der Lübecker Bürgerkompanien den Soldatenaufstand des Lübecker Stadtmilitärs beilegen, der durch ausstehende Soldzahlungen ausgelöst worden war. Zwei Anführer des Aufstands wurden standrechtlich erschossen. 1797 und 1803 verhandelte er mit Frankreich über Zwangsanleihen, die die Französische Republik von Lübeck wie auch den anderen Hansestädten zur Wahrung von der Neutralität Norddeutschlands nach dem Frieden von Basel forderte.
Er befasste sich eingehend mit dem Lübschen Recht und verfasste eine Bibliographie desselben.
Sein Sohn Johann Nicolaus Bünekau war zunächst Ratssekretär in Lübeck und war nach seinem Tod bis zum Austritt aus Gesundheitsgründen kurzzeitig auch Ratsherr.

## Werke
- Vindiciae legislationis Iustinianeae de mixto tempore computando. Göttingen 1749 (Digitalisat)
- De separatione liberorum ex iure Germanico cum primis Lubecensi. Göttingen 1752 (Digitalisat)
- Bibliotheca Iuris Lubecensis. Peter Andreas Boeckmann, Lübeck 1776 (Digitalisat).